# 알 프리먼 주니어

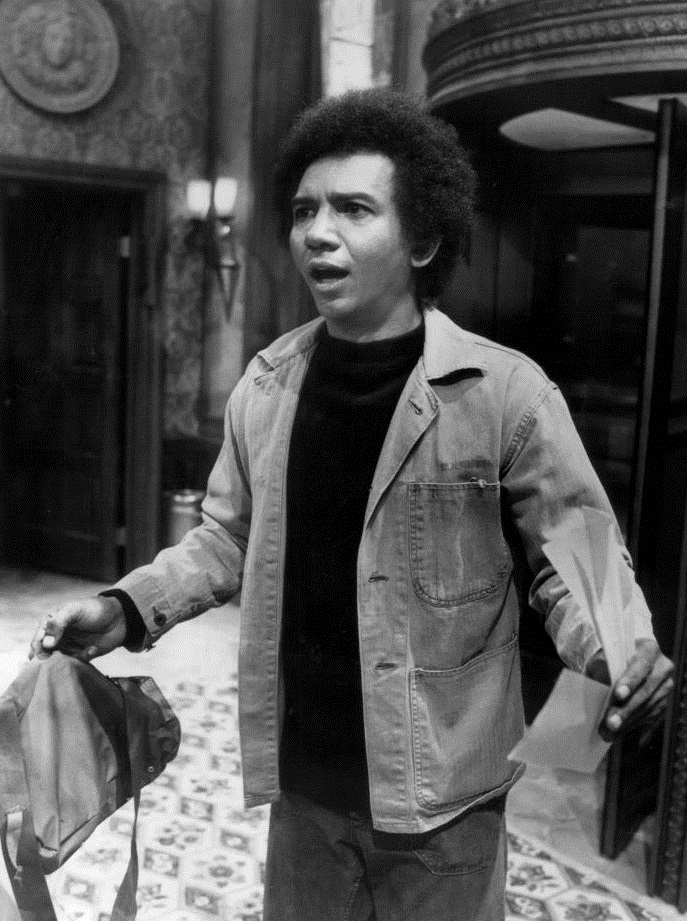

앨 프리먼 주니어(Al Freeman Jr., 1934년 3월 21일 ~ 2012년 8월 9일)는 미국의 배우, 각본가, 영화 감독, 교사이다.
샌안토니오에서 태어났으며 워싱턴 D.C.에서 사망하였다.

## 출연 작품
- 다운 인 더 델타 (1998년)
- 웨스트 포인트의 차별 (1994년)
- 말콤 X (1992년) - 엘리야 역
- 고성을 사수하라 (1969년)
- 피니안의 무지개 (1968년)
- 형사 (1968년)
- 더치맨 (1967년) - 클레이 역
- 엔사인 펄버 (1964년)

### 텔레비전
- 원 라이프 투 리브 (1972-88)
- 킹 (1978년)
- 뿌리: 그 다음 세대 (1979)
- 로앤오더: 범죄 전담반 (1990, 2004)